# Maître des Traités de morale
Le Maître des Traités de morale désigne par convention un enlumineur actif entre 1470 et 1480 à Gand. Il doit son nom à deux traités de morale conservés à la Bibliothèque royale de Belgique à Bruxelles. Il a eu pour principal commanditaire Marguerite d'York, la femme de Charles le Téméraire.

## Éléments biographiques

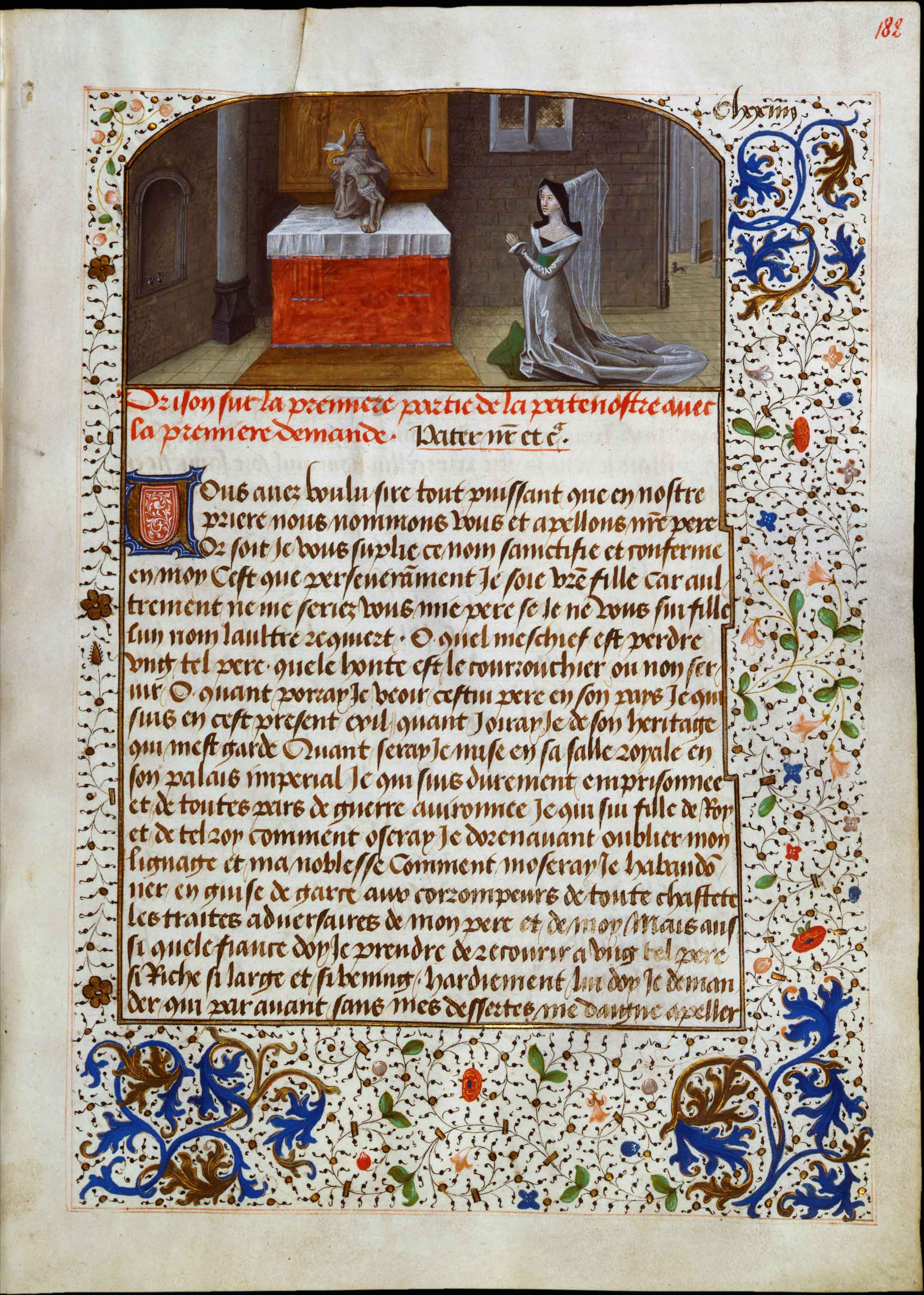
Femme en prière, BRB, Ms.9272-76 f.182r.

Ce nom de convention a été forgé par Frédéric Lyna, d'après les miniatures issues de deux manuscrits de la bibliothèque royale à Bruxelles, qui constituent des recueils de textes de dévotion et de morale (Ms.9030-37 et Ms.9272-76). Ils ont tous les deux été commandés à Gand par Marguerite d'York alors que la duchesse y réside entre 1470 et 1480, au copiste David Aubert, installé à cette époque dans cette même ville. Ces éléments permettent de situer dans le temps et géographiquement l'activité de l'artiste. Otto Pächt a pensé qu'il s'agissait de la première période d'activité du Maître de Marguerite d'York, un autre maître anonyme brugeois, mais cette hypothèse est désormais rejetée. Néanmoins, il existe des points communs stylistiques entre les deux artistes qui peuvent faire penser qu'ils ont été amenés à collaborer. L'influence du style d'Hugo van der Goes est aussi sensible, ce qui conforte cette localisation gantoise. Certains manuscrits semblent contenir le travail de plusieurs mains de qualité variable, ce qui indiquerait qu'il a travaillé avec un atelier. 

## Style

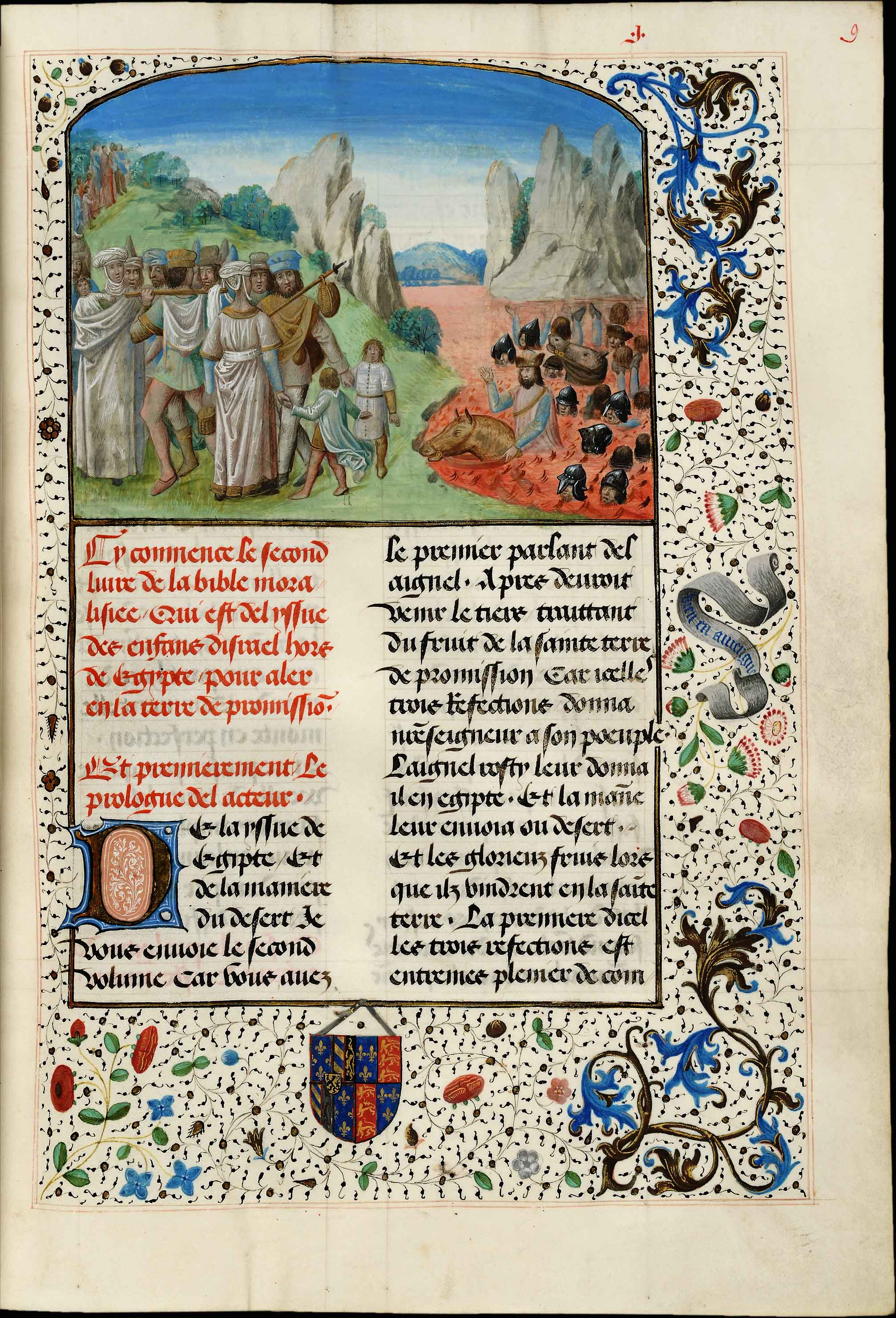
Le passage de la Mer rouge, BRB, Ms.9030-37, f.9r.

Son style se caractérise par des personnages en demi-grisaille, solidement campés et de grande taille mais bien proportionnés. Ils manifestent l'influence de la peinture d'Hugo van der Goes mais aussi de Simon Marmion. L'attention particulière portée aux mains est le signe cette fois-ci de l'influence du Maître de Marguerite d'York. Son style est véritablement original par son usage des couleurs, qui donnent à ses scènes une atmosphère aérienne, lumineuse voire évanescente, grâce à des ciels bleu virant au blanc. Il montre par contre moins d'attention aux détails que les autres enlumineurs de sa ville et utilise des pigments moins coûteux,. 

## Œuvres attribuées

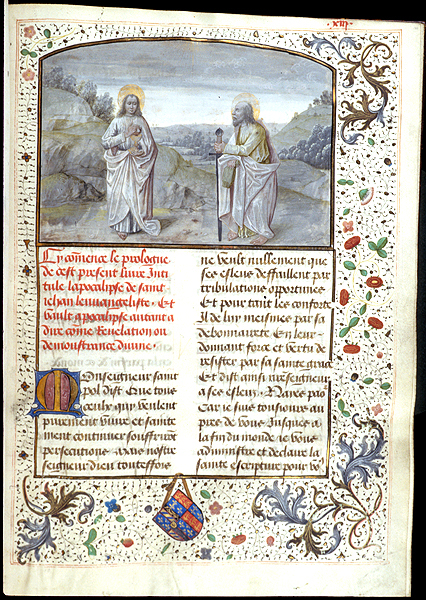
Première miniature de l'Apocalypse de Marguerite d'York, Morgan Library, f.10r.

- Recueil de traités de morale et de dévotion anonymes, copié par David Aubert, 4 miniatures, vers 1475-1479, Bibliothèque royale de Belgique, Ms.9030-37
- Apocalyse avec commentaire en français, copiée par David Aubert pour Margerite d'York, 79 miniatures, 1475-1479, Morgan Library and Museum, M.484[3]
- Recueil de traités de morale et de dévotion de Jean Gerson, Thomas a Kempis et Jean Chrysostome, 5 miniatures, vers 1475-1479, BRB, Ms.9272-76
- La Somme le Roi et autres traités moraux, copié pour Marguerite d'York, 1 miniature, vers 1475, BRB, Ms.9106
- Consolation de la philosophie de Boèce traduite par Jean de Meung, copiée par David Aubert pour Marguerite d'York, 1 miniature de dédicace, 1476, bibliothèque de l'Université d'Iéna, El fol 85 (attribué par Hanno Wijsman[4])[5]
- Chroniques des comtes de Flandres, coll. du comte de Leicester, Holkham Hall, Ms.659 (attribution rejetée par Thomas Kren[2])
- Recueil de traités de dévotion de Pierre de Luxembourg et autres auteurs anonymes, copié par David Aubert pour Marguerite d'York, 4 miniatures, vers 1475, Bibliothèque bodléienne, Oxford, Ms. Douce 365[6] (attribution rejetée par Thomas Kren qui préfère y voir la main du Maître du Premier Livre de prières de Maximilien[7])